# Thunderhawks
Thunderhawks is een stripreeks bedacht door François Corteggiani en getekend door Colin Wilson en Michel Suro. In het Nederlandse taalgebied verscheen de reeks bij uitgeverij Arboris zowel als softcover als hardcover.

## Inhoud
Warren Tufts is piloot in het begin van de jaren 20. Als Brodinsky, zijn monteur, wordt gegijzeld helpt hij een gevangene te ontsnappen. Spoedig is de politie hen op het spoor en ziet Warren zich genoodzaakt de gevangene opnieuw te helpen. Met de crimineel als passagier proberen ze de politie te vlug af te zijn. De politie zet een vliegtuig in met een Duitse piloot, Eckard Springer. Warren weet zich van de misdadiger te ontdoen. Terug gekomen worden Warren en Eckard door de politie ingezet om de Mexicaanse grens te bewaken. Ze moeten twee piloten vervangen. Één daarvan is verdwenen en de andere is vermoord. Wanneer ze het vliegtuig van de vermoorde piloot moeten ophalen raken ze in de problemen.

## Albums
| Nummer | Titel                   | Verschenen | Uitgeverij         |
| ------ | ----------------------- | ---------- | ------------------ |
| 1      | De skyrangers           | 1992       | Uitgeverij Arboris |
| 2      | Het spook van de Sierra | 1995       | Uitgeverij Arboris |